# Glory Days (pjesma Brucea Springsteena)
"Glory Days" je pjesma Brucea Springsteena i peti singl s njegova albuma Born in the U.S.A. iz 1984.

## Povijest
"Glory Days" je snimljena u travnju ili svibnju 1982. (izvori se razlikuju) tijekom prve faze snimanja albuma Born in the U.S.A. Iako je album prošao kroz nekoliko faza odlučivanja koje će se pjesme naći na njemu, "Glory Days" je uvijek bila jedna od sigurnih. Pjesma je polukomična priča o bivšem srednjoškolskom sportašu koji se pokajnički prisjeća svojih tzv. slavnih dana.
Kružio je i alternativni miks pjesme, koji je uključivao izbrisanu treću strofu koja je govorila o pjevačevu ocu koji sjedi u kafiću ogorčen jer sam nije imao "slavne dane".
Singl se u ljeto 1985. popeo na 5. mjesto Billboardove ljestvice Hot 100 pop singlova. Bio je to peti od rekordnih sedam top 10 singlova objavljenih s albuma. Springsteenov biograf Dave Marsh je drugo poglavlje svoje biografije nazvao po pjesmi.

## Glazbeni videospot
Glazbeni spot za pjesmu snimljen je krajem svibnja 1985. na raznim lokacijama u New Jerseyju, a režirao ga je redatelj John Sayles. Springsteen je u njemu glumio protagonista koji razgovara sa svojim malim sinom i baca bejzbolsku lopticu u drvenu pregradu. Te scene su ispresjecane onim sa Springsteenom i E Street Bandom kako izvode pjesmu u lokalu. Iako je napustio sastav više od dvije godine prije, Steven Van Zandt bio je pozvan da nastupi u spotu; u njemu je nastupilo još dvoje članova sastava koji uopće nisu snimali pjesmu, Nils Lofgren i Patti Scialfa. Springsteenova tadašnja supruga Julianne Phillips pojavila se u cameo ulozi na kraju spota.

## Popis pjesama
1. Glory Days - 4:15
2. Stand On It - 2:30

B-strana singla, "Stand On It", bio je žestoki rock broj koji će se kasnije ponekad pojavljivati na bisovima koncerata. "Stand On It" krajem osamdesetih će postati hit za country pjevača Mela McDaniela.

## Povijest koncertnih izvedbi
"Glory Days" ustalila se u prvom setu na Born in the U.S.A. Touru (sa Springsteenovim uvodnim primjerdbama kao što je "Mrzio sam srednju školu"), a na turnejama Tunnel of Love Express (1988.) i "Other Band" Tour (1992. – 1993.) se pojavljivala u bisevima. U potonjem slučaju je služila kao podloga za upoznavanje članova sastava. Na Reunion Touru 1999. i 2000. se nije pojavljivala, ali se vratila na koncertima Rising Toura 2002. i 2003.

## Vanjske poveznice
- Stihovi "Glory Days"  Arhivirana inačica izvorne stranice od 9. ožujka 2009. (Wayback Machine) na službenoj stranici Brucea Springsteena